# Podarcis guadarramae
Espèce
Synonymes
- Lacerta muralis guadarramae Boscá, 1916

Podarcis guadarramae est une espèce de sauriens de la famille des Lacertidae.

## Répartition
Cette espèce se rencontre dans l'ouest de l'Espagne et dans le nord du Portugal.

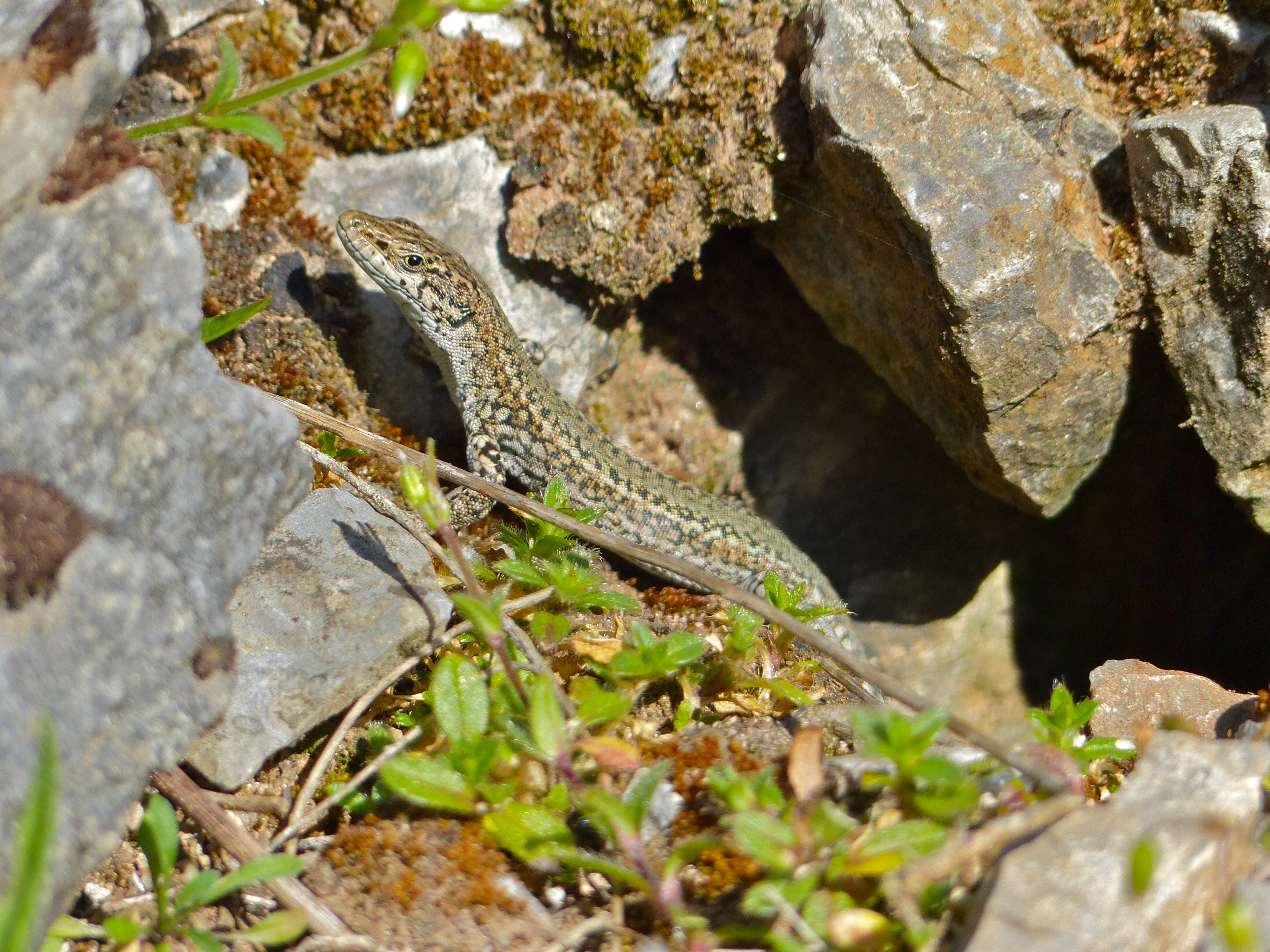
Podarcis guadarramae ♂
(Parc national des Picos de Europa, Espagne)

## Liste des sous-espèces
Selon The Reptile Database (5 septembre 2014) :
- Podarcis guadarramae guadarramae (Boscá, 1916)
- Podarcis guadarramae lusitanicus Geniez, Sá-Sousa, Guillaume, Cluchier & Crochet, 2014

## Étymologie
Son nom d'espèce lui a été donné en référence à son lieu de découverte, la sierra de Guadarrama. Le nom de la sous-espèce Podarcis guadarramae lusitanicus lui a été donné en référence à son lieu de découverte, le Portugal.

## Publications originales
- Boscá, 1916 : Dos observaciones a propósito de la Lacerta muralis en España. Boletín de la Real Sociedad española de historia natural, vol. 16, p. 327-330 (texte intégral).
- Geniez, Sá-Sousa, Guillaume, Cluchier & Crochet, 2014 : Systematics of the Podarcis hispanicus complex (Sauria, Lacertidae) III: valid nomina of the western and central Iberian forms. Zootaxa, no 3794, p. 1–51.